# Никола Алексиев (офицер)
Вижте пояснителната страница за други личности с името Никола Алексиев.
Никола Христов Алексиев  е български офицер, генерал-майор от пехотата, взводен комантир в 38-и пехотен полк през Първата световна война (1915 – 1918), командир на 6-и пехтен търновски полк и на 17-а пехотна щипска дивизия през Втората световна война (1941 – 1945).

## Биография
Роден е на 3 октомври 1894 г. в Търново в семейството на Христо Алексиев и Юрданка Константинова. Завършва гимназия в родния си град. Завършва Военното на Негово Величество училище и на 12 март 1916 г. е произведен в чин подпоручик. Взема участие в Първата световна война, като служи последователно в 9-и пехотен пловдивски полк, 18-и пехотен пехотен етърски полк и 38-и пехотен полк, като на 14 октомври 1917 г. е произведен в чин поручик. На 30 януари 1923 г. е произведен в чин капитан и от 1928 г. служи отново в 18-и пехотен пехотен етърски полк, като през 1933 г. е произведен в чин майор. През 1935 г. е назначен за началник на Шуменското военно окръжие, на 6 май 1936 г. е произведен в чин подполковник, от 1938 г. е помощник-командир на 18-и пехотен етърски полк, през 1939 г. е назначен за интендант на Държавната военна фабрика в Казанлък и през 1940 г. е назначен за командир на 4-ти пехотен плевенски полк, като на 6 май 1940 г. е произведен в чин полковник.
По време на Втората световна война (1941 – 1945) полковник Алексиев командва първоначално 6-и пехотен търновски полк (1941 – 1943), след което поема командването на 17-а пехотна щипска дивизия. На 6 май 1944 г. е произведен в чин генерал-майор. Уволнен е от служба на 13 септември 1944 г. официално „по навършване на 25-годишна служба“, но реално с тази заповед, както и със заповедта от 14 септември е направена първата чистка на т.нар. „реакционни елементи от армията“. На 15 март 1945 е осъден на доживотен затвор от Народния съд. През 50-те и 60-те години е общ работник към „Паркове и украси“ в София.

### Семейство
Генерал-майор Никола Алексиев е женен за Надежда Атанасова, с която има две деца.

## Военни звания
- Подпоручик (12 март 1916)
- Поручик (14 октомври 1917)
- Капитан (30 януари 1923)
- Майор (1933)
- Подполковник (6 май 1936)
- Полковник (6 май 1940)
- Генерал-майор (6 май 1944)